# 板信雙子星花園廣場
板信雙子星花園廣場為臺灣新北市板橋區的摩天大樓，位於新板特區內。

## 簡介
- 2004年，有鑑於新板特定區未來的發展性，板信商業銀行決定向臺北縣政府以每坪約新臺幣137萬元標下此幢大樓的基地，作為未來的總部所在。[2]
- 本幢大樓完工於2010年。此幢建物分為兩棟，分別由34層的商辦大樓以及32層的住宅大樓組成。
- 樓高182.93公尺，為新北市第四高樓，僅次於遠東百貨企業總部與新巨蛋和位於新莊區的遠雄九五。
- 目前為板信商業銀行總部所在地，並有誠品生活新板店進駐。
- 本幢建築已多年蟬聯新北市最值錢的地王。[3]

## 周遭環境
- 板橋車站
- 板橋客運站
- 新北市政府
- Mega City板橋大遠百
- 麗寶百貨廣場
- 捷運板橋站
- 遠東百貨板橋店
- 新板萬坪都會公園
- 板橋體育場

## 外部連結
- 板信雙子星花園廣場
- 新北地王出爐！板信雙子星4度蟬聯最貴地價 （页面存档备份，存于）